# Wilhelm von Ranzow

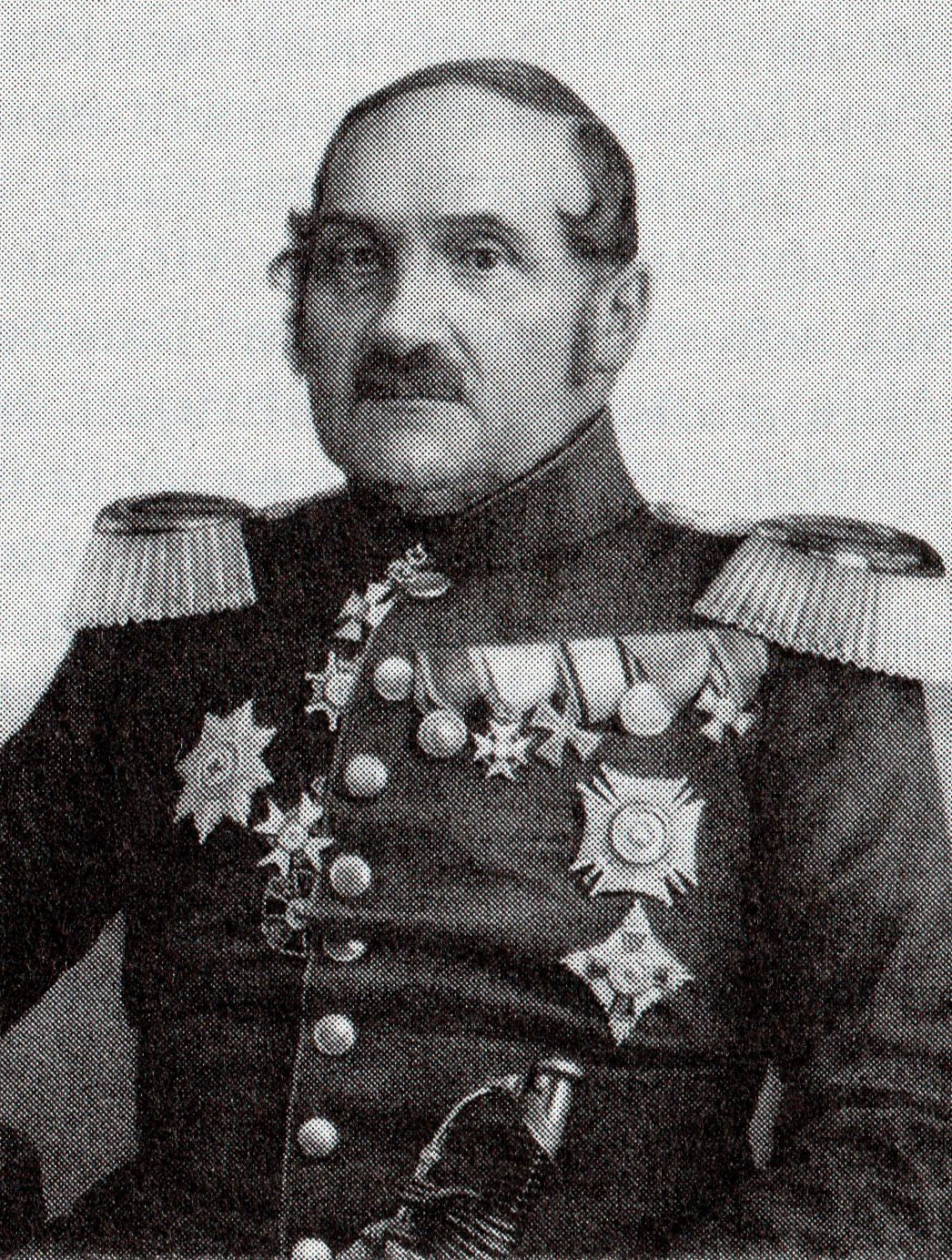
Wilhelm Graf von Ranzow

Heinrich Friedrich Wilhelm Graf von Ranzow (* 23. Juni 1795 in Ovelgönne in der Wesermarsch; † 27. Januar 1860 in Oldenburg) war ein oldenburgischer Generalmajor.

## Karriere
Ranzow war der Sohn des oldenburgischen Landgerichtsassessors und Kanzleirats Ferdinand Wilhelm Graf von Ranzow (* 14. Dezember 1754; † 17. November 1832) und dessen Ehefrau Henriette, geborene Avenarius (* 30. Oktober 1771; † 3. März 1847). 1811 trat er im Alter von 16 Jahren in den Militärdienst des Königreichs Westphalen ein und wurde nach dessen Auflösung im Oktober 1813 als Fähnrich beim oldenburgischen Infanterieregiment eingestellt. Hier stieg er relativ rasch in die Führungsspitze des kleinen Truppenkontingents auf. 1819 wurde er Hauptmann, 1833 Major und 1839 Oberstleutnant sowie schließlich Kommandeur dieses nun als 1. Oldenburger Infanterie-Regiment bezeichneten Verbandes. 1841 folgte die Beförderung zum Oberst.
Im Frühjahr 1848 nahm er mit seinem Regiment am Feldzug gegen Dänemark 1848/49 teil und erhielt das Kommando über die aus oldenburgischen und mecklenburg-schwerinschen Truppen zusammengesetzte 2. Infanteriebrigade, die als ein Truppenkontingent des Deutschen Bundes an den Kämpfen teilnahm. Als der seinen Aufgaben nicht mehr gewachsene Kommandeur der Bundestruppen Generalleutnant Ludwig von Gayl im Sommer 1848 abgelöst werden musste, wurde Ranzow zu seinem Nachfolger bestimmt und am 13. Juli zum Generalmajor befördert. Als nach der Kündigung des Waffenstillstands von Malmö durch Dänemark am 22. Februar der Krieg im April 1849 wieder aufflammte, führte Ranzow erneut die 2. Brigade.
Anschließend übernahm er das Kommando des oldenburgischen Truppenkontingents und der Oldenburgisch-Hanseatischen Brigade, der 3. Brigade der 2. Division des X. Bundesarmeekorps. Beide Stellungen hatte er bis zu seinem Tode inne. Zu seinem Nachfolger wurde Ludwig von Weltzien ernannt.

## Familie
Ranzow heiratete am 12. November 1819 Sophie Auguste Helene Kirchhof (* 20. April 1801; † 6. Juni 1876) in Oldenburg.

## Auszeichnungen
- Oldenburgischer Haus- und Verdienstorden des Herzogs Peter Friedrich Ludwig, Großkomtur sowie Kapitular-Komtur, mit den Schwertern am Ring[1]
- Oldenburgisches Kreuz für 25 Militär-Dienstjahre
- Oldenburgische Militär-Verdienstmedaille für 1815
- Russischer Orden der Heiligen Anna, 1. Klasse
- Guelphen-Orden, Commandeur 1. Klasse
- Orden vom Zähringer Löwen, Commandeur 1. Klasse
- Orden der Württembergischen Krone, Komtur
- Roter Adlerorden, 2. Klasse
- Erlöser-Orden, Kreuz in Gold
- Militärverdienstkreuz (Mecklenburg)